# Museu de Alexandria
O Museu de Alexandria (em grego clássico: Μουσεῖον τῆς Ἀλεξανδρείας – trad.: “templo das Musas em Alexandria; instituição das Musas em Alexandria”; em latim: Musaeum Alexandriae) foi uma instituição religiosa e científica que existiu na cidade de Alexandria, no Antigo Egito.
Provavelmente fundada por Ptolemeu I Sóter, no século III AEC, ela foi controlada sucessivamente pelo Reino Ptolemaico, a República Romana e o Império Romano.
O Museu compreendia a famosa Biblioteca de Alexandria, e reunia alguns dos mais importantes e conhecidos estudiosos do mundo helenístico, incluindo músicos, poetas, filósofos, gramáticos, historiadores, médicos e astrônomos. Nele esses acadêmicos estudavam, pesquisavam e ensinavam, mais ou menos nos moldes de uma universidade moderna. Por seu papel cultural, e por abrigar um templo dedicado às Musas, que seus acadêmicos visitavam em busca de inspiração e tranquilidade, o Museu de Alexandria serviu como fonte para o uso moderno da palavra museu.

## História

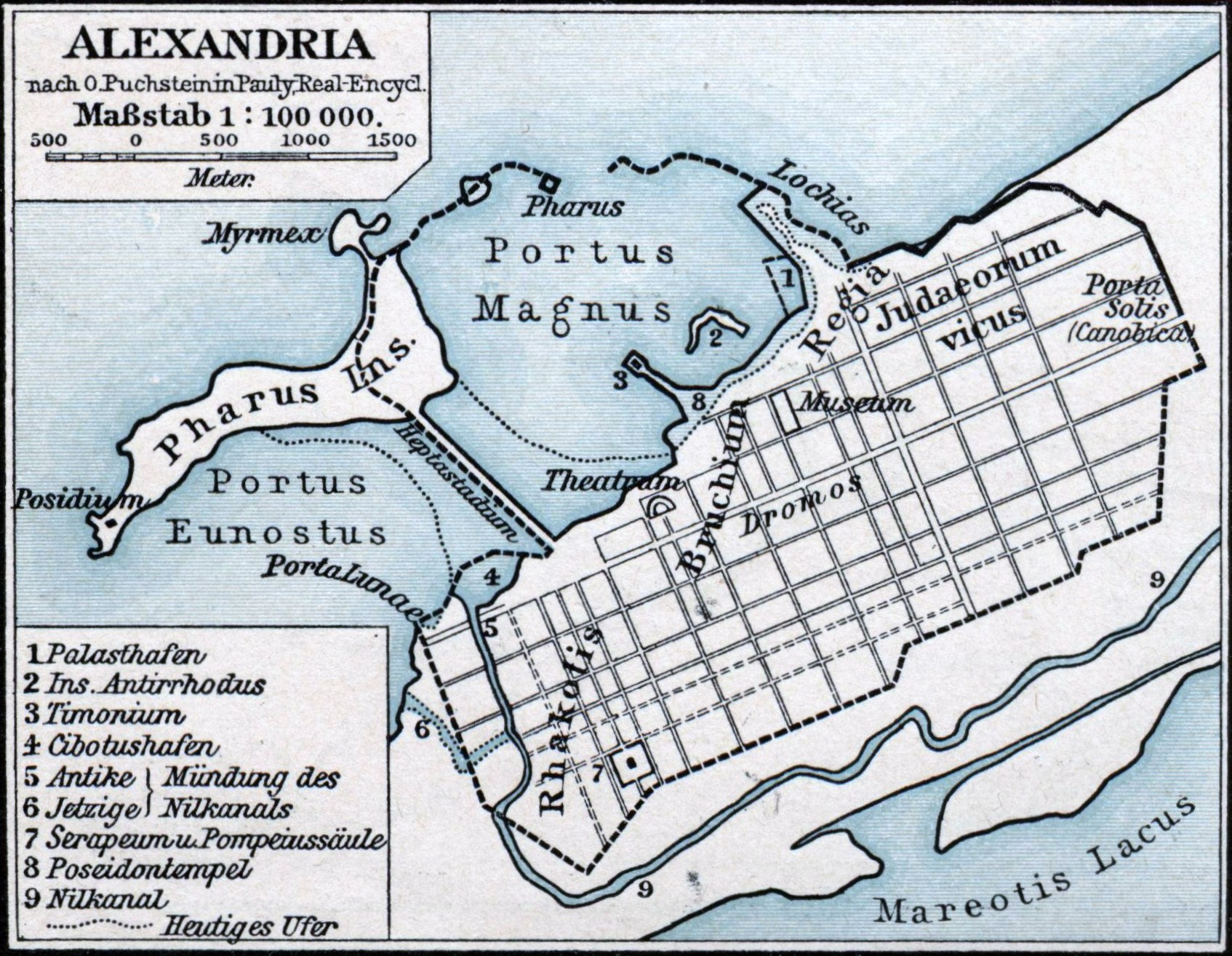
Mapa da antiga Alexandria, mostrando a localização do Museu (marcado Museum).

De acordo com João Tzetzes o Museu foi uma instituição fundada por Ptolemeu I Soter (c. 367 AEC - 283 AEC) em Alexandria, e esse ponto de vista é apoiado por parte dos historiadores contemporâneos. Por outro lado, outros consideram mais provável que Ptolemeu II Filadelfo (309-246 AEC) tenha sido o efetivo fundador do Museu, embora planos para sua criação possam ter datado do reinado de seu pai.
O Museu era uma instituição pública financiada e apoiada pela dinastia ptolemaica. Os museus da Grécia Antiga eram instituições de estudo da música, da poesia, da filosofia e de textos em geral, e, assim como como a Academia de Platão, também costumavam possuir repositório de textos. O termo Museu em si conotava um grupo de pessoas ou coisas reunidas sob a proteção das Musas, e por exemplo serviu de título para uma coleção de histórias sobre escritores famosos do passado, reunida por Alcídamas, um sofista ateniense do século IV AEC
Embora o Museu de Alexandria não possuísse uma coleção de esculturas e pinturas apresentadas como obras de arte, tal qual a que fora reunida na rival Biblioteca de Pérgamo, ele tinha uma sala dedicada ao estudo da anatomia e instalações para observações astronômicas.
O Museu era administrado por um sacerdote nomeado pelo rei, tal qual os demais templos egípcios, mas era sobretudo uma instituição científica. Ao invés de um simples museu, no sentido que se desenvolveu desde a Renascença, ele foi talvez a mais significativa instituição intelectual de toda a Antiguidade, e que sem dúvida que reuniu os melhores estudiosos do mundo helenístico.
Os funcionários e acadêmicos eram remunerados pelo Museu e não pagavam impostos. Eles também receberam refeições gratuitas, hospedagem e alimentação gratuitas e servos gratuitos. O princípio que guiava essa prática era de que pesquisadores que não devem se preocupar com questões mundanas são capazes de produzir mais e melhor conhecimento.
Os estudiosos do Museu conduziam pesquisas científicas, publicavam, lecionavam e coletavam o máximo de literatura possível. Além de obras gregas, textos estrangeiros eram traduzidos das línguas assíria, persa, judia e indiana, dentre outras. As versões do cânon literário grego que conhecemos hoje, a partir de Homero e Hesíodo, são resultado do trabalho de curadoria e correção dos estudiosos de Museu de Alexandria.

## Aparência

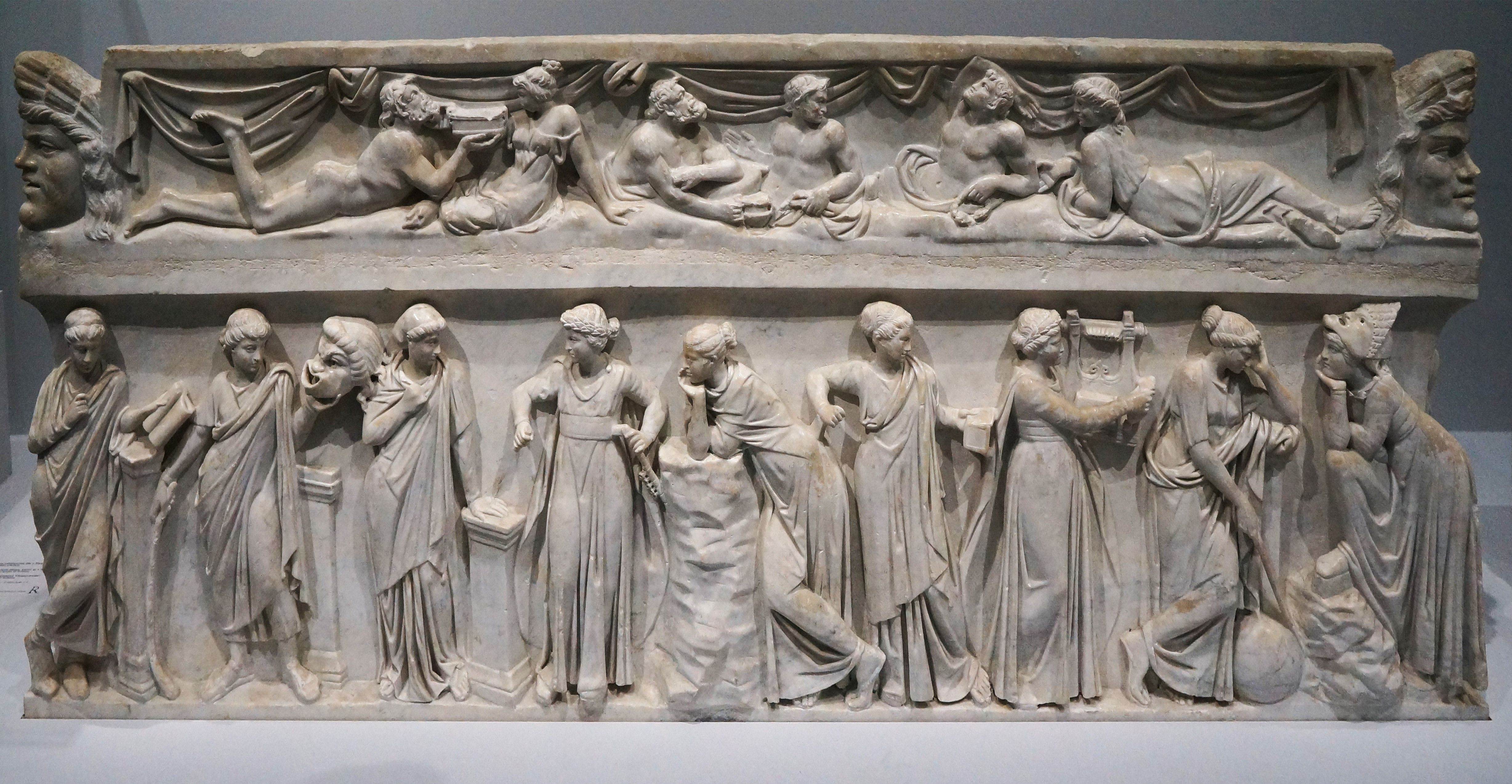
As nove musas, homenageadas no Museu

O geógrafo grego Estrabão descreveu o Museu e a Biblioteca como edifícios ricamente decorados, localizados em um complexo de edifícios e jardins: 
 "O Museu também faz parte dos palácios, possuindo um peripatos  e um exedra e grandes oikos, nos quais o refeitório comum  dos philologoi, homens que são membros do Museu, está localizado. Este sínodo tem propriedades em comum e um sacerdote encarregado do Museu, anteriormente apontado pelos reis, mas agora por César ".
 O Museu apresentava uma passarela coberta, uma arcada de assentos e um refeitório comum onde os acadêmicos alimentavam-se e compartilhavam ideias. O prédio continha numerosas salas de estudo e aposentos privados, salas de aula e teatros.

## Estudiosos notáveis
Os seguintes estudiosos são conhecidos por terem estudado, escrito ou realizado seus experimentos no Museu de Alexandria:
- Arquimedes - pai da engenharia
- Aristarco de Samos - propôs o primeiro sistema heliocêntrico do universo
- Calímaco - um famoso poeta, crítico e literato
- Erasístrato - médico e co-fundador da Academia de Medicina em Alexandria, junto com Herófilo
- Eratóstenes - defendeu uma terra esférica e calculou sua circunferência com grande precisão
- Euclides - pai da geometria
- Herófilo - notável médico e fundador do método científico
- Hiparco - fundador da trigonometria
- Papo - matemático
- Heron - pai da mecânica

## Declínio
O período clássico do Museu não sobreviveu ao expurgo da maioria dos intelectuais ligados a ele em 145 AEC, durante o reinado de Ptolemeu VIII Fiscão.
Isso é indicado pelas fontes que melhor descrevem o período posterior do Museu e da biblioteca, e que nem mesmo mencionam os bibliotecários-chefe que suscederam Aristarco da Samotrácia. Contudo, o Museu continuou existindo como uma instituição durante o período romano, tendo sido visitado por Estabão. De acordo com Suetônio, o imperador Cláudio teria até mesmo acrescentado um novo prédio a ele. Sob os imperadores romanos, a filiação ao Museu deixou de ser concedida com base em méritos acadêmicos, e passou a ser atribuída a militares e estadistas proeminentes, muitas vezes como recompensa aos partidários do imperador. O imperador Caracala suprimiu o Museu em 216, talvez como uma medida temporária. Por essa essa altura, o centro de aprendizado de Alexandria já havia se mudado para o Serapeu.

## Destruição
As últimas referências conhecidas a respeito de membros do Museu tratam da década de 260. O bairro de Alexandria que incluía o Museu foi provavelmente destruído em um incêndio causado pelas tropas do Imperador Aureliano em 272. Contudo, não se sabe ao certo se ele ainda existia em 272, pois essa mesma área havia sido incendiada durante a ocupação de Alexandria por Júlio César. Referências dispersas em fontes posteriores sugerem que um Museu foi restabelecido no século IV em um local diferente, mas pouco se sabe sobre essa organização posterior, e é improvável que ela tenha contado com recursos de seu antecessor. O matemático Téon (c. 335–405), pai de Hipátia, é descrito na Suda (século X) como "o homem do Museu", e é provável que essa seja uma referência à nova instituição Museu. O mesmo se aplica às referências de Zacarias Retórico e Enéias de Gaza, que citam um espaço físico conhecido como "Museu" no final do quinto século.

## Legado
O Museu original ou Instituição das Musas foi a fonte para o uso moderno da palavra museu. No início da França moderna, denotava tanto uma comunidade de estudiosos reunidos sob o mesmo teto quanto as próprias coleções. Os escritores franceses e ingleses se referiam a essas coleções como um "gabinete", como em "um gabinete de curiosidades ". No século XVII, um gabinete desses, juntado por John Tradescant, o Velho, e seu filho, John Tradescant, o Jovem, foi o núcleo fundador do Museu Ashmolean, em Oxford. Seu catálogo foi publicado como "Musaeum Tradescantianum: ou, uma coleção de raridades", em 1656.